# Magyar Madártani és Természetvédelmi Egyesület

Az egyesület logóját,
ami egy dürgő túzokkakast ábrázol Muray Róbert tervezte

A Magyar Madártani és Természetvédelmi Egyesület (MME) a magyarországi ornitológia és madárvédelem legnagyobb társadalmi szervezete, amely 1974. január 6-án alakult meg Magyar Madártani Egyesület néven. 1990 óta létezik jelenlegi elnevezésével, a névváltoztatást a természetvédelmi tevékenység hangsúlyozása indokolta. 2014-ben a taglétszám 8235 fő volt. A BirdLife International hazai tagszervezete.

## Története
Elődszervezete az 1928-ban alakult és a második világháborúig létezett Magyar Ornithológusok Szövetsége (MOSZ) volt. Az MME 1974. január 6-án alakult meg Budapesten 196 alapító taggal, alapító elnöke dr. Jánossy Dénes,  első főtitkára Sterbetz István volt. Már az első évben 17 helyi csoportja alakult; 1978-ban 27, 1983-ban már 36 helyi szervezete működött. 1975-ben alakultak szakosztályai.

## Helyi szervezetek
Az egyesületnek jelenleg 31 helyi szervezete működik.
- Baranya Megyei Helyi Csoport
- Bács-Kiskun Megyei Helyi Csoport
- Békés Megyei Helyi Csoport
- Börzsönyi Helyi Csoport
- Budapesti Helyi Csoport
- Bükki Helyi Csoport
- Csongrád Megyei Helyi Csoport
- Dél-Balatoni Helyi Csoport
- Dombóvári Helyi Csoport
- Észak-Borsodi Helyi Csoport
- Fejér Megyei Helyi Csoport
- Gödöllői Helyi Csoport
- Gömör-Tornai Helyi Csoport
- Hajdú-Bihari Helyi Csoport
- Jász-Nagykun-Szolnok Megyei Helyi Csoport
- Kisalföldi Helyi Csoport
- Komárom-Esztergom Megyei Helyi Csoport
- Nógrád Megyei Helyi Csoport
- Nyíregyházi Helyi Csoport
- Soproni Helyi Csoport
- Szatmár-Beregi Helyi Csoport
- Szekszárdi Helyi Csoport
- Tápió-vidéki Helyi Csoport
- Tiszavasvári Helyi Csoport
- Vas Megyei Helyi Csoport
- Veszprém Megyei Helyi Csoport
- Zala Megyei Helyi Csoport
- Zempléni Helyi Csoport

## Szakosztályok, tagozatok
- MME Ragadozómadár-védő és Solymász Szakosztály (1974-76)[4]
- Madárgyűrűző és Vonuláskutató Szakosztály (1974-)[5]
- Ragadozómadár-védelmi Szakosztály (1976-)[6]
- Kétéltű- és Hüllővédelmi Szakosztály (1993-)[7]
- Vízimadár-védelmi Szakosztály (1985, újjáalakulások: 1996, 2021)[8]
- Emlősvédelmi Szakosztály (2012-)[9]
- Harkályvédelmi Szakosztály (2019-)[10]
- Nappali Lepke és Szitakötő Védelmi Szakosztály (1999-ben alakult, később munkacsoporttá szervezték át)[11]
- Lepkevédelmi Szakosztály (2022-)[12]
- Ritkaságvadász Szakosztály (2021-)[13]

- Élőhelyvédelmi Szakosztály (2025-)[14]
- Ifjúsági Tagozat (2021-) [15]

## Az egyesület által alapított díjak[16][17]
- Chernel István-emlékérem
- Petényi Salamon János-emlékérem
- Keve András-díj
- Kerecsensólyom-díj
- Brellos Tamás-díj

Az egyesület azon tagjainak vagy tagok csoportjainak díja, akik jelentős szerepet játszanak a környezettudatosság, valamint az ifjúság szemléletének formálásában. A díjat kétévente az MME elnöksége ítéli oda. Nevét Brellos Tamásról (1938–2001) kapta, aki a Királyréti Erdészetnél és az MME Börzsönyi Helyi csoportjának titkáraként dolgozott.
- Palkó Sándor-díj[20]

A díjat automatikusan kapja az a madárgyűrűző, aki a tárgyévet megelőző évben elérte a 100 000. gyűjtött madárgyűrűzési adatot (gyűrűzés és megkerülés). A díj Palkó Sándorról (1959 – 2002) lett elnevezve, aki Magyarországon először érte el a százezer madárgyűrűzési adat mennyiséget, 2000. július végén. 
- „50 év a madárgyűrűzés szolgálatában” elismerés[20]

Automatikusan kapja az a regisztrált madárgyűrűző, aki a tárgyévet megelőző évben elérte az 50. olyan évet, amelyben gyűrűzött madarakat.
- Schenk Jakab-díj[20]

Olyan aktív madárgyűrűzők kaphatják, akik nagymértékben járultak hozzá a magyarországi madárvonulás-kutatás, a madárgyűrűzés eredményeihez, ezzel a vonuló madarak védelméhez.
- Schmidt Egon-díj[21]

Az MME fennállásának 50. évfordulójára alapított díj  Schmidt Egon tiszteletére létrehozott, egyszeri alkalommal odaítélt díjjal az Egyesület elnöksége azokat a személyeket ismeri el, akik hosszú időn át (legalább 20 év) kiemelkedő tevékenységet végeztek.

## Az MME folyóiratai
Az Egyesület által kiadott folyóiratok, kiadásuk időrendjében:
- Madártani Tájékoztató (1977-1995)[22]
- Puszta (1971-ben indult, 1983-1988 között az MME adta ki, "A Magyar Madártani Egyesület Évkönyve – Annales Societatis Ornitologorum Hungaricum" alcímmel, 1995-1999 közt már a Nimfea Természetvédelmi Egyesület a kiadója.)[23]
- Ornis Hungarica (1991- )[24]
- Partimadár (1992-1998)[25]
- Madártávlat (1994- )[26]
- Heliaca (1994-)[27]
- Túzok (1996-2001) – A Madártani Tájékoztató folytatása.[28]

## AzMME Könyvtára-könyvsorozat
Az Egyesület számtalan könyv kiadása felett bábáskodott, többet maga adott ki, de egy saját könyvsorozattal is büszkélkedhet. A sorozat tagjai:
- 1. Ujhelyi Péter: A magyarországi vadonélő emlősállatok határozója. 1989
- 2. Busse, P.: Kulcs az európai énekesmadarak ivar- és korhatározásához. 1989
- 3. Schmidt Egon: Egy maréknyi természetvédelem. 1990
- 4. Waliczky Zoltán (szerk.): Európai jelentőségű madárélőhelyek Magyarországon. 1991
- 5. Haraszthy László: Gyakorlati ragadozómadár-védelem. 1993
- 6. Ujhelyi Péter: A magyarországi vadonélő emlősállatok határozója. 1994
- 7. Schmidt Egon: Madárvédelem a ház körül. 1994
- 8. Svensson, L.: Útmutató az európai énekesmadarak határozásához. 1995
- 9. Orbán Zoltán: Az egérmadarak földjén. Madártani expedícióval Nyugat-Afrikában. 1995
- 10. Bihari Zoltán: Denevérhatározó és denevérvédelem. 1996
- 11. Ország Mihály: Mindent lehet, de krokodilt – azt nem! 1996
- 12. Bálint Zsolt: A Kárpát-medence nappali lepkéi 1. Pillangófélék, fehérlepkefélék, boglárkalepke-félék, mozaiklepke-félék. 1996
- 13. Péchy Tamás & Haraszthy László: Magyarország kétéltűi és hüllői. 1997
- 14. Magyar Gábor, Hadarics Tibor, Waliczky Zoltán, Nagy Tamás, Bankovics Attila: Magyarország madarainak névjegyzéke = Nomenclator avium Hungariae = An annotated list of the birds of Hungary. 1998
- 15. Nagy Szabolcs: Fontos madárélőhelyek Magyarországon. 1998
- 16. Frank Tamás: Természet – Erdő – Gazdálkodás. Mit tehetünk erdeink biológiai értékének megőrzése érdekében? 2000
- 17. (!) Csivincsik Ágnes, Fülöp Gyula, Nagy Gábor, Szabó Balázs, Szilvácsku Zsolt: Természetkímélő módszerek a mezőgazdaságban. 2000
- 17. (!) Hawke, C. J., José, P. V.: A nádasok kezelése gazdasági és természetvédelmi szempontok szerint. 2002
- 18. Schmidt Egon: Kisemlősök. 2001
- 19.
- 20. Andrési Pál: Cselekvő természetvédelem. A hazai védett és veszélyeztetett növény- és állatfajokra vonatkozó aktív természetvédelmi eljárások Esettanulmány-gyűjteménye. 2002
- 21. Haraszthy László et al.: Veszélyeztetett madarak fajvédelmi tervei. 2003
- 22. Hadarics Tibor, Zalai Tamás (szerk.): Magyarország madarainak névjegyzéke – Nomenclator avium Hungariae. – An annotated list of the birds of Hungary. 2008
- 23. Orbán Zoltán: Madárbarát településfejlesztés. 2008

## Legkedvesebb madaraink-sorozat[30]
Az Egyesület 1989-ben kiadott ismeretterjesztő sorozata, Schmidt Egon tollából.
- 1. Vörösbegy
- 2. Feketerigó
- 3.Füsti-és molnárfecske
- 4. Széncinege
- 5. Őszapó
- 6. Barátposzáta
- 7. Csuszka
- 8. Kis és nagy fülemüle
- 9. Gyöngybagoly
- 10. Túzok
- 11. Balkáni-és nagy fakopáncs
- 12. Fogoly
- 13. Kuvik
- 14. Kerti rozsdafarkú
- 15. Búbosbanka
- 16. Gólya
- 17. Szalakóta

## Magyarország madárvilága-sorozat
- Haraszthy László & Bagyura János (szerk.): Magyarország ragadozó madarai és baglyai 1. kötet. Vágómadáralakúak. 2022.
- Haraszthy László & Bagyura János (szerk.): Magyarország ragadozó madarai és baglyai 2. kötet. Sólyomalakúak és bagolyalakúak. 2022.
- Gorman Gerard & Haraszthy László (szerk.): Magyarország harkályai. 2024.